# Museum van Hedendaagse Kunst Antwerpen

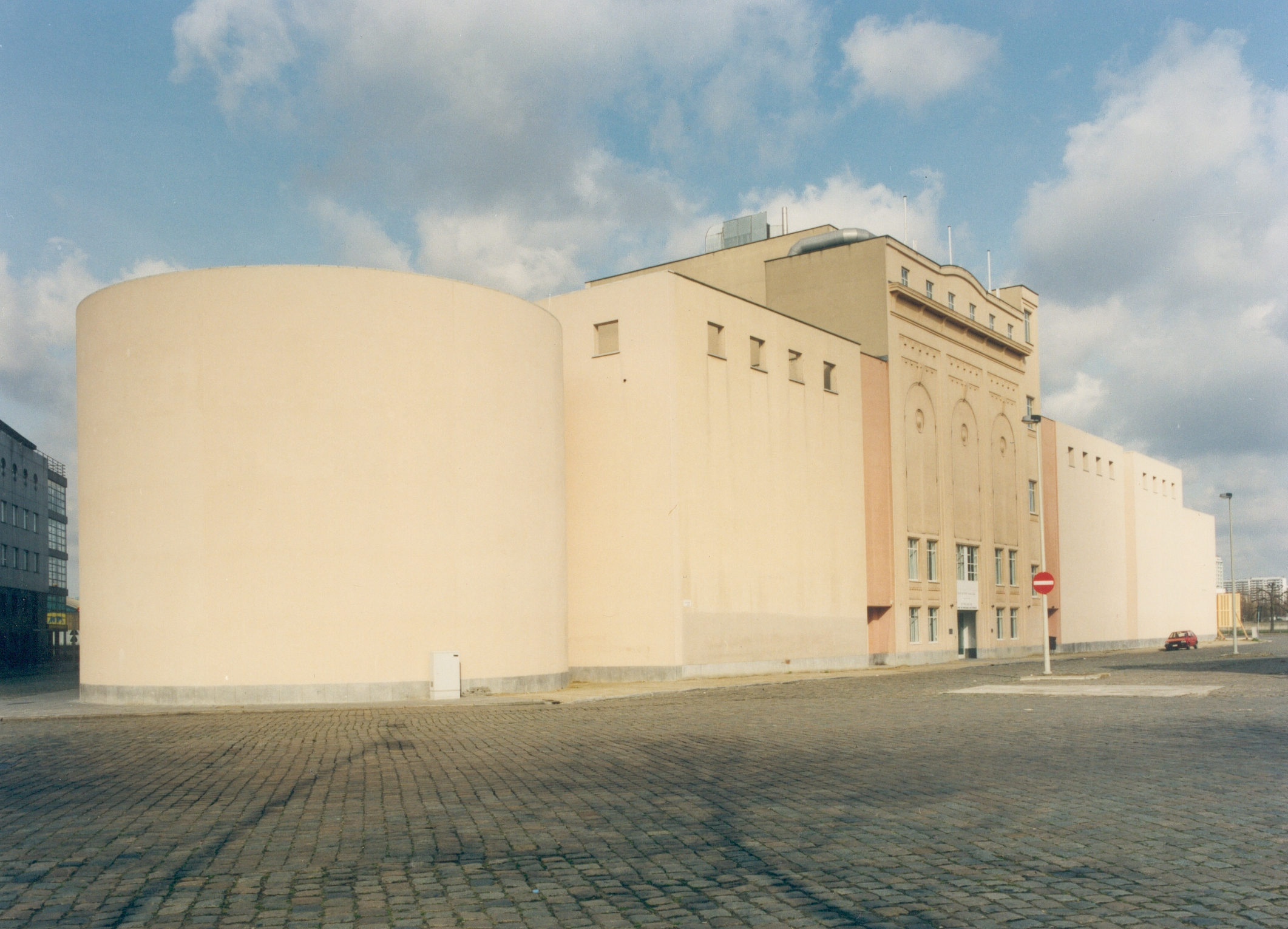
Museum van Hedendaagse Kunst Antwerpen

Das Museum van Hedendaagse Kunst Antwerpen (Abkürzung M HKA oder MuHKA) ist ein belgisches Museum für moderne und zeitgenössische Kunst in Antwerpen. Das 1985 gegründete Museum ist in einem ehemaligen Getreidespeicher im Hafen von Antwerpen untergebracht.

## Geschichte
Basis bildet die Sammlung der Stiftung Gordon Matta-Clark, die aus etwa 150 Werken von Künstlern aus Belgien und anderen Ländern besteht. Das Museum van Hedendaagse Kunst Antwerpen wurde 1985 gegründet und am 20. Juni 1987 in einem umgebauten Getreidesilo und dem angrenzenden Lagerhaus eröffnet. Das Museum hat eine Ausstellungsfläche von 4.000 m² und wird von der Flämischen Gemeinschaft betrieben. Erster Direktor des Museums war Flor Bex, der vorher das 1970 gegründete International Cultural Centre (I.C.C.) im Paleis op de Meir geleitet hatte. Die erste Ausstellung zeigte Arbeiten von Gordon Matta-Clark.
Seit 2002 wird das Museum von Bart De Baere geleitet. Seitdem finden im Erdgeschoss große Wechselausstellungen statt, während in den oberen Geschossen wechselnde Werke aus der Sammlung gezeigt werden. In der Sammlungsausstellung gibt es dabei Raum für kleinere „Interventionen“ durch aktuelle Künstler. Der Fokus der Wechselausstellungen liegt nun weniger auf einer nationalen Perspektive, sondern auf internationalen Entwicklungen, in die belgische Kunst eingebettet wird.